# Xã Fishing River, Quận Clay, Missouri
Xã Fishing River (tiếng Anh: Fishing River Township) là một xã thuộc quận Clay, tiểu bang Missouri, Hoa Kỳ. Năm 2010, dân số của xã này là 11.042 người.